# モランボン
モランボン株式会社は、東京都府中市に本社を置く、焼肉のたれなどを製造する食品メーカー。直営で飲食店モランボン本店も運営している。
府中市を地盤としてパチンコ店・スーパーマーケット事業などを展開するさくらコマースの子会社として設立された「さくらグループ」傘下の企業である。
コーポレートスローガンは「素材、きわだつ。」。

## 沿革

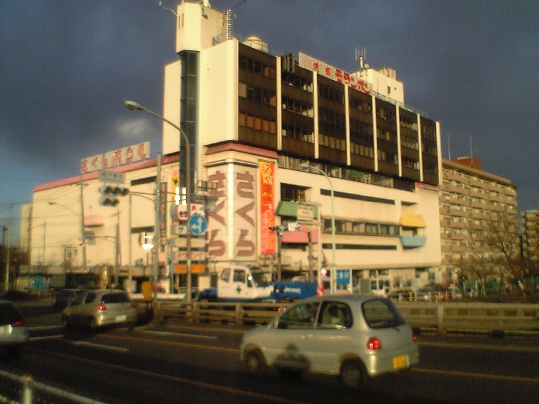
府中市と多摩市を結ぶ鎌倉街道、多摩川に架かる関戸橋の真横に位置していた、さくらコマース・さくらサンリバーの建物（2006年解体撤去）。モランボン、さくらの文字が見える。京王線中河原駅にも近かったため電車内からも見えた。

1972年、さくらコマースの子会社として、焼肉のたれの製造・販売を行う「モランボンインターナショナル株式会社」として設立される。同年にモランボン調理師専門学校を創立。
1976年、社名を「さくら物産株式会社」に変更。
1979年、市販用の焼肉たれ「生パック・ジャン」を発売。俳優の米倉斉加年を起用した「ジャンは生きている!!」のコマーシャルで人気を集めた。
1980年、社名を現在の「モランボン株式会社」に変更。
1985年にダイヤフーズを買収。その後は朝鮮料理食材以外にも事業分野を拡げる。
以前は直営店舗の看板に「朝鮮料理　モランボン」と表記していたが、2000年代に入ってからは「韓国料理」と表記を変更した。
2004年、韓国で「モランボンコリア株式会社」を設立し、韓国でも商品の販売を開始する。
2005年、焼肉店等の外食産業部門をグループ会社のさくらコマース（競走馬を所有することで有名）から移管し、直営店「モランボン本店」を開店。新たな事業展開として食材店「モランボンダイニング」の運営にも進出している。
2016年現在では、市販用および業務用の焼肉たれをはじめとする朝鮮食材のほか、ステーキソース、鍋スープ、中華皮、包子、魚介類関連商品などを製造販売する。
2016年時点では筒井道隆を「ジャン」、ユンソナを「韓の食菜」のCMキャラクターにそれぞれ起用している。

## 直営店舗

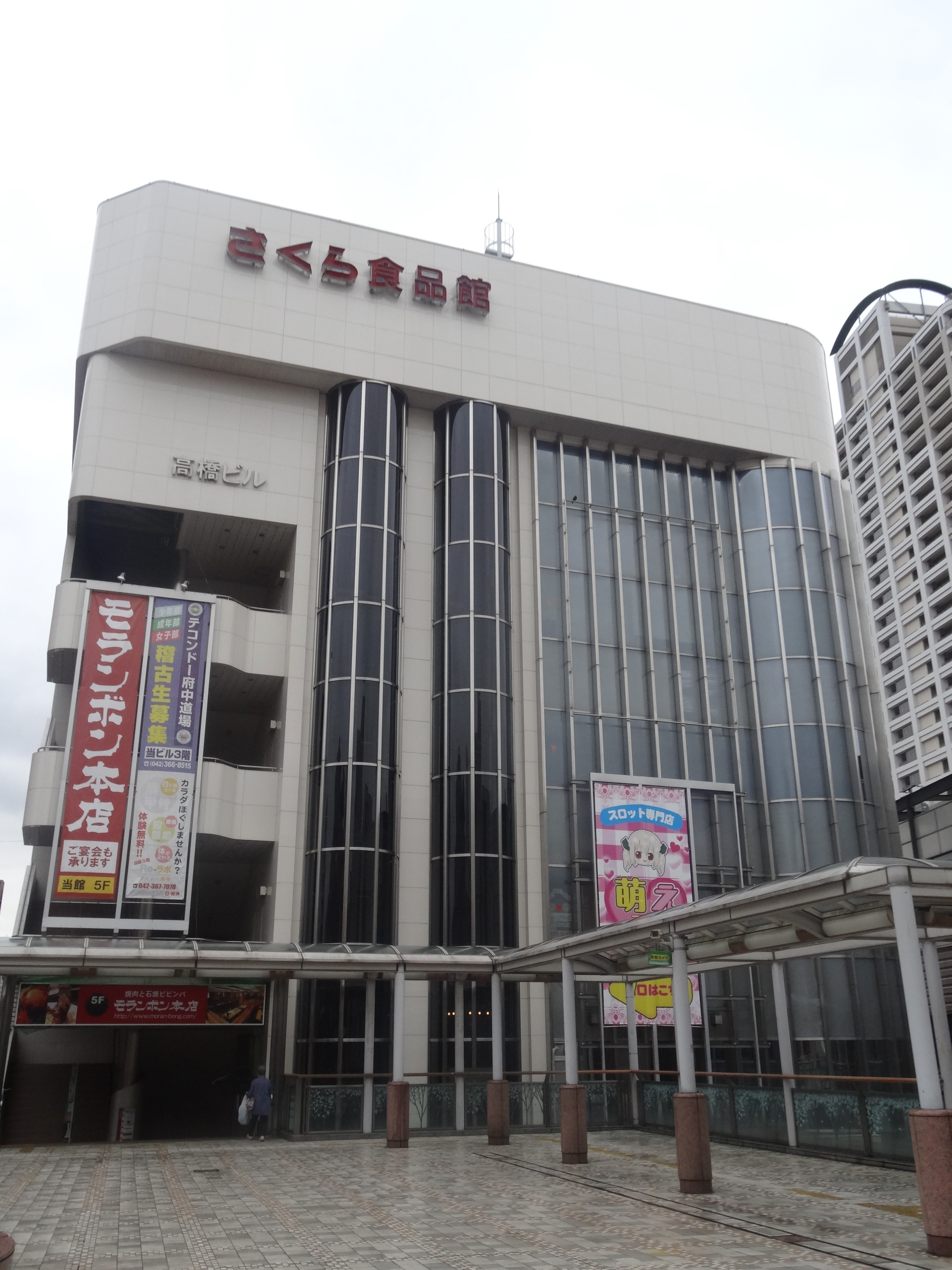
モランボン本店などが入るさくら食品館

全国各地に「モランボン」を名乗る焼肉店が存在するが、モランボン株式会社が経営に関わっているのは、公式サイト内に掲載されている以下の直営店舗のみ。なお、同名店の多くは、同社がかつて運営していた「モランボン調理師専門学校」卒業生に対するのれん分けであり、経営やメニュー内容などに一切関連はない。
- モランボン本店（京王線府中駅前）

東京都府中市府中町1-7-2 さくら食品館5F
2005年開店。2017年リニューアルオープン。
直営店舗の運営を行う「モランボンダイニング」の事業所が同ビル4Fに入居している。
店舗各店に供給するキムチを製造する「キムチ工房」も同ビル内に入居している。

### 過去の店舗
- モランボン神宮前 - 2016年5月27日閉店

東京都渋谷区神宮前6-27-8　エムズ原宿 B1F
2009年開店。「ミシュランガイド東京・横浜・湘南2012」で朝鮮料理としては世界で初めての二つ星を獲得。
- 牡丹峰市場（モランボンシジャン）- 2015年3月15日閉店[2]

東京都府中市宮町1-41-1　さくら市場館 府中フォーリス店内
- さくらサンリバー店 - 2006年解体撤去

「さくらコマース」時代の直営店舗。
多摩川沿いの府中市と多摩市を結ぶ関戸橋のたもとに建物があり、「さくら」「モランボン」の大きな看板が京王線車内からも見えた。

## 製品について
同社の看板商品であるジャンは、保存料や添加物を一切使用しないことから長期保存ができず、このため日本で初めてドイパックと呼ばれる光や空気を通さない包装形態を採用し、生鮮食品の扱いで精肉売場で販売をするなど、当時としては画期的な商品であった。発売当初の賞味期限は1週間（2014年現在は90日）で、生鮮食品扱いのために返品は受けつけなかった。
ジャンの主成分となる醤油には、保存料や添加物を使用するのが一般的であったが、同社では無添加の醤油を製造していたヒゲタ醤油（千葉県）、ニビシ醤油（福岡県）などを使用している。また、添加物を含まないタラコの入手が困難になると、いち早く明太子の製造から撤退するなど食の安全に徹するのは同社の企業倫理である。

## 創業者について
創業者のひとりである全演植（전연식 ジョン・ヨンシク）は日本統治下の朝鮮全羅南道（現在は大韓民国の施政区域）出身。朝鮮商工人として初めて朝鮮総連副議長に選出され、日本にいながら北朝鮮の最高人民会議議員をも務めた。これらの功績が評価され、のちに北朝鮮の最高勲章である朝鮮民主主義人民共和国愛国賞を受賞している。
NHKの料理番組『きょうの料理』で、朝鮮料理の講師を務める全京華（）は、全演植の実弟である全鎭植（）の長女である。

## かつてCMに起用された芸能人
- 米倉斉加年
- タケカワユキヒデ
- 田代まさし
- 渡瀬恒彦
- マリアン
- 仲代達矢
- 狩人
- ユンソナ
- 小泉孝太郎